# Харламів міст
Харламів міст — міст, що з'єднує Казанський і Спаський острови через острови Грибоєдова в Адміралтейському районі Санкт-Петербурга. Міст перетинає канал Грибоєдова неподалік від Театральної площі. Довжина його 16,9 метри, ширина — 22,5 метри.

## Назва
Назва моста походить від прізвища статського радника Є. С. Харламова, дім якого розміщувався неподалік від мосту. У 1927 році, багатому на народні хвилювання у смуту, мосту дали нове ім'я — Комсомольський. Лише у 1991 р., під час повернення до історичних витоків, Харламів міст знову отримав своє первісну назву.

## Історія
Споруджено Харламів міст було у 1753 році. На той час тут існувала дерев'яна балкова переправа, названа так згідно прізвища одного із сусідніх будинків.
У 1880 році, на місці старої переправи було побудовано міст із кам'яними устоями, облицьованими гранітом, але, як і колись, з дерев'яною прогонною будовою.
У 1934 році міст розібрали і наново побудували. Він став монолітним, із суцільним залізобетонним зведенням на бетонних основах. Перебудова мосту здійснювалась згідно проекту інженерів М. І. Жданова та О. Д. Саперштейна і за консультаціями професора Г. П. Передерія. Огорожу Харламового мосту зробили металічною, яка мала простий малюнок і гранітні парапети на окрилах.
Реконструкція мосту призвела до значного збільшення його ваги, що не пішло на користь архітектурному ансамблю прилеглої ділянки каналу Грибоєдова. Міст став якимось непомітним.
Харламів міст зумів набути вагомого літературного значення в російській класиці ХІХ ст. Найбільш відомим історичним фактом, пов'язаним з його біографією, є обставина проживання у домі поряд з ним великого письменника О. С. Грибоєдова. Цей дім, згідно тверджень багатьох дослідників творчості Ф. М. Достоєвського, і послужив прототипом дому бабусі-процентниці у його романі «Злочин і кара».